# Administração da produção
A Administração da Produção ou Administração de operações é a função administrativa responsável pelo estudo e pelo desenvolvimento de técnicas de gestão da produção de bens e serviços.
Segundo Slack (1996, p.34) a produção é a função central das organizações já que é aquela que vai se incumbir de alcançar o objetivo principal da empresa, ou seja, sua razão de existir.
A função produção se preocupa principalmente com os seguintes assuntos:
- Estratégia de produção:  as diversas formas de organizar a produção para atender a demanda e ser competitivo;
- Projeto de produtos e serviços: criação e melhora de produtos e serviços;
- Sistemas de produção: arranjo físico e fluxos produtivos;
- Arranjos produtivos: produção artesanal, produção em massa e produção enxuta;
- Ergonomia;
- Estudo de tempos e movimentos;
- Planejamento da produção:  planejamento de capacidade, agregado, plano mestre de produção e sequenciamento;
- Planejamento e controle de projetos.

## Entradas – Transformação – Saídas
O processo produtivo consiste na transformação de entradas (Input) (de materiais e serviços) em saídas(output) (de outros materiais e serviços).
Transformação é o uso de recursos para mudar o estado ou condição de algo para produzir saídas. A maioria das operações produz tanto produtos como serviços. Os processos de transformação podem ser de vários tipos:
- De materiais - processam suas propriedades físicas (forma, composição, características), localização (empresas distribuidoras ou de frete) ou posse (empresas de varejo).
- De informações - processam a forma da informação (ex. contadores), localização (ex. empresa de telecomunicações) ou posse (ex. consultoria, serviços de notícias, etc).
- De consumidores – processam condições físicas (ex. médicos), de localização (acomodação: ex. hotéis), de estado psicológico (indústria do entretenimento), etc..

## Proteção da Produção
Entre as principais responsabilidades da Gerência de operações está a proteção da produção: são medidas utilizadas para garantir a continuidade da produção ao longo do tempo, defendendo-a de intempéries e circunstâncias externas. A proteção da produção pode ser dividida de acordo com sua natureza:
- Proteção física - envolve a construção de um estoque de recursos, de forma que qualquer interrupção de fornecimento possa ser absorvida pelo estoque. Serve tanto para matérias-primas quanto para produtos acabados.
- Proteção organizacional - é uma função de isolamento do pessoal da produção com o ambiente externo, onde as outras funções organizacionais agem formando barreiras ou proteções entre as incertezas ambientais e a função produção. É feito pelo pessoal de apoio (escritórios, etc). Seu uso excessivo tem sido criticado por modelos japoneses, que prevêem maior interação de pessoal da fábrica com fornecedores/clientes externos.

O projeto do sistema produtivo envolve a configuração do processo de conversão dos matérias e insumos em produtos úteis, bens, conhecimento e serviços. Dimensionar o processo de conversão envolve a execução de atividades relacionadas á definição dos equipamentos, capacidade, especificações técnicas, definição de layout e fluxo produtivo.A operação contempla o planejamento, programação e controle da produção envolvendo atividades de aprazamento, sequenciamento e programação.
Aprazamento: definição da data de entrega dos produtos acabados ao clientes ou a quem de interesse.

## Tipos de operações de produção
A gerência de operações trata de operações produtivas, que tipicamente se diferem em quatro variáveis:
- Volume - Em sistemas de grande volume de produção (por exemplo, os sistemas da lanchonete McDonalds), há um alto grau de repetição de tarefas. Isso possibilita a especialização de trabalhadores, e a sistematização do trabalho (procedimentos-padrões estão estabelecidos em um manual, com instruções de como cada parte do trabalho deve ser feita) e de ferramentas (ex: fogões e frigideiras especializados para o McDonalds). A implicação mais importante disto é o custo unitário baixo, pois no mínimo, os custos fixos são diluídos em um grande número de produtos.

Em sistemas com baixo volume de produção (por exemplo, um restaurante pequeno), há um número pequeno de funcionários, e não há grande repetição de tarefas. Isso pode ser mais gratificante para o funcionário, mas é prejudicial à sistematização. Além disso, o custo unitário é bem mais alto, pois é pouco diluído. O capital exigido, no entanto, é intensivo.
- Variedade- Confronta produtos ou serviços altamente padronizados (analogia: ônibus, com rotas estabelecidas) com outros produtos e serviços altamente flexíveis e customizáveis (analogia: táxi, que pode seguir infinitas rotas). O que é padronizado tem custos mais baixos e pode ter uma taxa de erros menor (e por consequência, uma qualidade maior).

- Variabilidade (de demanda) - Contrapõe negócios de alta variação de demanda (demanda instável – por exemplo, um resort que fica cheio na alta temporada, mas vazio na baixa) com negócios de demanda estável (por exemplo, um hotel na frente de uma rodoviária movimentada). O custo unitário do primeiro caso é maior e também pode ser menor, e ele deve se adaptar para contratar funcionários temporários, etc..

- Visibilidade - Depende do quanto da operação é exposto para os clientes e funcionários. Operações de alto contato (ex. varejo de material de construção) exigem funcionários com boas habilidades de interação com o público. Operações de baixo contato (ex. vendas por catálogo, ou via web) exigem funcionários menos qualificados, e pode ter alta taxa de utilização por isso, tem custos mais baixos. Visibilidade baixa tolera prazos de entrega mais longos.